# وعلان رؤيسي
وعلان رؤيسي (الاسم العلمي:Commelina capitata) هو نوع من النباتات يتبع جنس الوعلان من الفصيلة الوعلانية.